# Loisy (Saône-et-Loire)
Loisy település Franciaországban, Saône-et-Loire megyében. Lakosainak száma 686 fő (2022. január 1.). Loisy Jouvençon, L’Abergement-de-Cuisery, Brienne, Cuisery, Huilly-sur-Seille és Simandre községekkel határos.

## Népesség
A település népességének változása:
| Lakosok száma | 622  | 638  | 660  | 651  | 656  | 662  | 671  | 678  | 686  |
|               | 2013 | 2015 | 2016 | 2017 | 2018 | 2019 | 2020 | 2021 | 2022 |